# Hyperbola primoti
Hyperbola primoti är en fjärilsart som beskrevs av László Anthony Gozmány. Hyperbola primoti ingår i släktet Hyperbola och familjen äkta malar. Inga underarter finns listade i Catalogue of Life.